# Melissa Hoskins
Melissa Hoskins (Kalamunda, 24 febbraio 1991 – Adelaide, 31 dicembre 2023) è stata una pistard e ciclista su strada australiana, campionessa mondiale 2015 dell'inseguimento a squadre.

## Biografia
Il 19 febbraio 2015, proprio in occasione della vittoria mondiale, ha stabilito il record del mondo dell'inseguimento a squadre, 4'13"683, in quartetto con Ashlee Ankudinoff, Amy Cure e Annette Edmondson.
Melissa Hoskins è morta il 31 dicembre 2023 investita nel vialetto di casa da un furgone guidato dal marito, il campione di ciclismo Rohan Dennis, poi accusato dalle autorità australiane di omicidio volontario.

## Palmarès

### Pista
- 2008

Campionati australiani, inseguimento a squadre (con Sarah Kent e Josephine Tomic)
- 2009

Campionati australiani, inseguimento a squadre (con Sarah Kent e Josephine Tomic)
Campionati australiani, keirin Juniores
- 2010

Campionati australiani, inseguimento a squadre (con Sarah Kent e Josephine Tomic)
Campionati oceaniani 2011, omnium
- 2011

Campionati australiani, inseguimento a squadre (con Isabella King e Josephine Tomic)
- 2012

Campionati australiani, inseguimento a squadre (con Sarah Kent e Josephine Tomic)
4ª prova Coppa del mondo 2011-2012, scratch
- 2013

Campionati australiani, inseguimento a squadre (con Isabella King e Kelsey Robson)
- 2015

Campionati australiani, corsa a punti
Campionati del mondo, inseguimento a squadre (con Ashlee Ankudinoff, Amy Cure e Annette Edmondson)

### Strada
- 2011 (Lotto-Belisol Ladies, una vittoria)

2ª tappa Tour de Feminin-O cenu Českého Švýcarska (Jiříkov > Jiříkov)
- 2012 (Orica-AIS, tre vittorie)

1ª tappa Tour of Chongming Island (Chongbei > Chongbei)
3ª tappa Tour of Chongming Island (Chengqiao > Chengqiao)
Classifica generale Tour of Chongming Island

#### Altri successi
- 2012 (Orica-AIS)

Classifica generale Bay Classic
Classifica a punti Tour of Chongming Island
Classifica giovani Tour of Chongming Island
- 2013 (Orica-AIS)

3ª tappa Bay Classic
Classifica generale Bay Classic
- 2015 (Orica-AIS)

2ª tappa Santos Tour
4ª tappa Santos Tour
Classifica scalatrici The Women's Tour

## Piazzamenti

### Grandi Giri
- Giro d'Italia

2013: 84ª
2014: 79ª

### Competizioni mondiali
- Campionati del mondo su pista[2]

Melbourne 2012 - Inseguimento a squadre: 2ª
Melbourne 2012 - Scratch: 2ª
Minsk 2013 - Inseguimento a squadre: 2ª
Minsk 2013 - Scratch: 15ª
Cali 2014 - Inseguimento a squadre: 3ª
Saint-Quentin-en-Yvelines 2015 - Inseguimento a squadre: vincitrice
- Campionati del mondo su strada

Limburgo 2012 - Cronosquadre: 2ª
Toscana 2013 - Cronosquadre: 3ª
Ponferrada 2014 - Cronosquadre: 2ª
- Giochi olimpici

Londra 2012 - Inseguimento a squadre: 4ª